# Ceratophysella denticulata
Ceratophysella denticulata is een springstaartensoort uit de familie van de Hypogastruridae. De wetenschappelijke naam van de soort is voor het eerst geldig gepubliceerd in 1941 door Bagnall.